# Криевс, Арвидс
Арвидс Криевс (род. 26 августа 1944, Кулдига, Латвия) — советский и латышский кинорежиссёр, сценарист.

## Биография
Родился 26 августа 1944 в городе Кулдига, Латвия. Закончил журналистское отделение филологического факультета Латвийского университета (1976). Работал на Рижской киностудии (1964—1991). Сценарист, режиссёр (c 1971 года) игрового и документального кино и автор киноочерков в киножурналах: «Советская Латвия», «Пионер» и некоторых других.
Его фильмы отличает яркая, красочная игровая манера, призёр всесоюзного кинофестиваля за документальный фильм «Природа» (латыш. «Daba», 1977). В 1991—1996 художественный руководитель студии «Kaupo filma». Исполнял обязанности директора Латвийского национального киноцентра (1996—1999). Член Союза кинематографистов с 1978.

## Фильмография
- 1981 — Игра / Spēle — режиссёр
- 1984 — Малиновое вино / Aveņu vīns — режиссёр, сценарист
- 1987 — Фотография с женщиной и диким кабаном / Fotogrāfija ar sievieti un mežakuili — режиссёр
- 1990 — Райский сад Евы / Ievas paradīzes dārzs — режиссёр, сценарист
- 2005 — Мне нравится, что девушка грустит / Man patīk ka meitene skumst — режиссёр
- 2011 — Танец на троих / Dancis pa trim — режиссёр